# Short Seaford
El Short S.45 Seaford fue un hidrocanoa de la década de 1940, diseñado como bombardero de patrulla marítima de largo alcance para el Mando Costero de la RAF. Fue desarrollado a partir del Short S.25 Sunderland e inicialmente se encargó como Sunderland Mark IV.

## Desarrollo
En 1942, el Ministerio del Aire emitió la Especificación R.8/42 para reemplazar al Sunderland, como bombardero de patrulla de largo alcance para servicio en el Océano Pacífico. Requería motores más potentes, mejor armamento defensivo y otras mejoras.

## Diseño
El Sunderland Mark IV utilizaba importantes elementos estructurales del Sunderland Mark III, con una extensión de fuselaje de 91 cm por delante del ala, una parte inferior de planeo ampliada y rediseñada, la misma ala con revestimiento de duraluminio más grueso y motores Bristol Hercules. Se realizaron más cambios estructurales después de las pruebas de vuelo iniciales. El armamento previsto consistía en dos ametralladoras Browning de 7,7 mm fijas frontales en el morro, una torreta de morro Brockhouse Engineering con dos ametralladoras de 12,7 mm, dos cañones Hispano de 20 mm montados en una torreta dorsal Bristol B.17, dos ametralladoras de 12,7 mm en una torreta de cola Glenn-Martin y otra ametralladora de 12,7 mm en puesto manual de cintura a cada lado del fuselaje. Todas las torretas estaban asistidas eléctricamente. Se encargaron dos prototipos y treinta aviones de producción como Sunderland Mark IV.

## Historia operacional

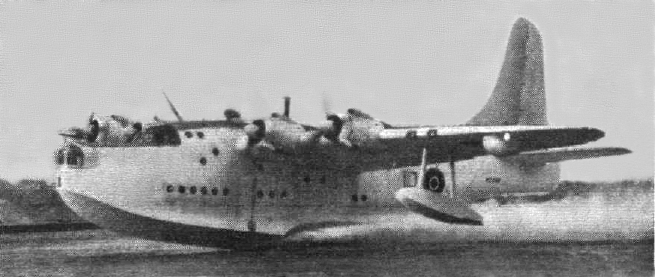
Short Seaford, 1946.

El 30 de agosto de 1944, el prototipo (MZ269) voló por primera vez desde el río Medway en Rochester. El aumento de potencia de los motores provocó problemas de estabilidad aerodinámica, y se diseñó un nuevo empenaje con mayor altura y con una extensión dorsal delantera, además de un nuevo plano de cola con mayor envergadura y área. Los cambios fueron tan extensos que el nuevo avión recibió el nombre de Seaford. Se encargaron treinta aviones de producción, pero el primero de ellos voló en abril de 1945, mucho después de la introducción del Sunderland Mark V, y demasiado tarde para entrar en combate en Europa. Los prototipos estaban propulsados por motores Hercules XVII de 1253 kW (1680 hp), pero los aviones de producción utilizaron motores Hercules XIX de 1283 kW (1720 hp). Las planeadas torretas de cola de Glenn Martin nunca se instalaron. Se completaron ocho Seaford de producción; el primero (NJ200) se utilizó para pruebas en el MAEE Felixstowe. El segundo Seaford de producción (NJ201) fue evaluado por el Mando de Transporte de la RAF, luego, en diciembre de 1945, fue prestado sin armamento a BOAC como G-AGWU y luego regresó al MAEE como NJ201 en febrero de 1946. En abril de 1946, los otros seis Seaford de producción fueron entregados al No. 201 Squadron de la RAF para realizar breves pruebas operativas. En 1948, esos seis aviones fueron modificados como aviones civiles en Belfast y luego arrendados a BOAC con la designación Solent III.

## Operadores
Reino Unido
- British Overseas Airways Corporation
- Real Fuerza Aérea

## Superviviente
El Short S.45 Seaford NJ203, convertido a Short Solent en 1948, se exhibe en el Museo de Aviación de Oakland, Oakland, California.

## Especificaciones (S.45 Seaford)
Referencia datos: Green 1968, p. 107

### Características generales
- Tripulación: Ocho-once (dos pilotos, radio operador, navegante, ingeniero, bombardero, de tres a cinco artilleros)
- Longitud: 27 m (88,5 ft)
- Envergadura: 34,4 m (112,8 ft)
- Altura: 11,4 m (37,2 ft)
- Superficie alar: 156,7 m² (1686,8 ft²)
- Peso vacío: 20 412 kg (44 988 lb)
- Peso cargado: 34 019 kg (74 977,9 lb)
- Planta motriz: 4× motor radial de 14 cilindros refrigerado por aire Bristol Hercules XIX.
  - Potencia: 1280 kW (1765 HP; 1741 CV) cada uno.
- Hélices: De cuatro palas metálica

### Rendimiento
- Velocidad máxima operativa (Vno): 389 km/h (242 MPH; 210 kt) a 150 m (500 pies)
- Velocidad crucero (Vc): 249 km/h (155 MPH; 134 kt) a 1500 m (5000 pies)
- Alcance: 5000 km (2700 nmi; 3107 mi) [9][10]
- Techo de vuelo: 4300 m (14 108 ft)
- Régimen de ascenso: 4,5 m/s (886 ft/min)
- Tiempo a altitud: 18 min para 3000 m (10 000 pies)

### Armamento
- Ametralladoras: 

  - 6x Browning de 12,70 mm (dos en cada torreta de morro y cola, dos en puestos simples de cintura)
  - 2x Browning de 7,7 mm fijas frontales

- Cañones: 

  - 2x Hispano de 20 mm en torreta dorsal
- Bombas: 2250 kg de bombas y cargas de profundidad

## Aeronaves relacionadas

### Aeronaves similares
- Kawanishi H8K

### Secuencias de designación
- Secuencia S._ (interna de Short, posterior a 1921): ← S.42 - S.43 - S.44 - S.45 (I) - S.45 (II) - S.46 - S.47 →